# THE ALFEE SINGLE HISTORY VOL.VII 2009-2012
『THE ALFEE SINGLE HISTORY VOL.VII 2009-2012』（ジ・アルフィー・シングル・ヒストリー・ヴォリューム・セブン 2009-2012）は、2016年3月30日に発売されたTHE ALFEE27枚目のベスト・アルバム。

## 概要
UHQCD仕様で紙ジャケットの初回限定盤と、通常盤の2形態で発売。
7年振りのシングル・ヒストリー・アルバム第7弾。
2009年から2012年に発売された全シングル収録（表題曲Instrumental Versionは未収録）。
ジャケット画像は幕の内弁当になっており、アルバム・タイトルが海苔文字で御飯の上に飾られ、「．」が梅干しになっている。メンバーは焼売に見立てられ錦糸卵やグリンピースで顔の一部を彩っている。

## 収録曲

### Disc 1
1. 桜の実の熟する時
2. 風の詩
3. 終わりなきメッセージ (Live Version)
4. Save Your Heart ～君だけを守りたい (Live Version)
5. Candle Light (Live Version)
6. 夜明けを求めて
7. 夏しぐれ (Live Version)
8. See You Again (Live Version)
9. 真夏のストレンジャー (Live Version)
10. 風の詩 (Live Version)
11. Girl (Live Version)
12. Musician (Live Version)

### Disc 2
1. この愛を捧げて
2. 宇宙戦艦ヤマト 2009 with Symphonic Orchestra
3. 宇宙戦艦ヤマト 2009 Rock Ver
4. Shining Run〜輝く道に向かって〜
5. Let It Go
6. 冒険者たち -Beyond the Adventure
7. Beyond the Adventure
8. WEEKEND SHUFFLE -華やかな週末- (Progressive Rock Arrange)
9. 二人のSEASON (Hard Rock Arrange)
10. 生きよう
11. Zipangu (Live Version)
12. I Love You (Live Version)
13. うつろな瞳 (Live Version)